# Xanoba
Xanoba (azerbajdzjanska: Xnuşinak, armeniska: Hnushinak, Հնուշինակ, Խնուշինակ) är en ort i Azerbajdzjan.   Den ligger i distriktet Xocavənd Rayonu, i den centrala delen av landet, 250 km väster om huvudstaden Baku. Xanoba ligger 678 meter över havet och antalet invånare är 664.
Terrängen runt Xanoba är kuperad, och sluttar österut. Runt Xanoba är det ganska tätbefolkat, med 52 invånare per kvadratkilometer.. Närmaste större samhälle är Müşkapat, 5,2 km väster om Xanoba. 
Trakten runt Xanoba består till största delen av jordbruksmark.